# صليب زخا
صليب زخا (يعني اسمه "الصليب انتصر" باللغة السريانية) كان بطريرك كنيسة المشرق من عام 714 إلى عام 728.

## بطريركية صليب زخا
يرد ما يلي في رواية بطريركية صليب زكا على لسان ابن العبري (النص مُترجم من المصدر الإنجليزي):
خلف البطريرك حنانيشو [الإنجليزية]
 الكاثوليكوسُ صليب زخا، وقد جرت سيامته في سلوقية. وكان من كرخ دقيروز، وهي تُعرف اليوم بكركاني، في منطقة طيرهان. أزال اسم يوحنان الأبرص [الإنجليزية]
 من السجلات الطقسية، وأعاد سيامة الأساقفة الذين كان يوحنان قد سامهم، وأعاد اسم حنانيشو [الإنجليزية]
، الذي طالته الافتراءات، إلى جانب أسماء بقية الكاثوليكوسات. وتُوفي بعد أن خدم في منصبه أربع عشرة سنة.
وبحسب عبد يشوع النصيبيني، أنشأ صليب زخا مقاطعات حضرية لهرات، وسمرقند، والهند، والصين.

## طالع أيضًا
- قائمة بطاركة كنيسة المشرق

## ملحوظات
1. ↑  Bar Hebraeus, Ecclesiastical Chronicle (ed. Abeloos and Lamy), ii. 150
2. ↑  Mai, Scriptorum Veterum Nova Collectio, x. 141

## روابط خارجية
| المناصب الروحية                                          | المناصب الروحية              | المناصب الروحية                   |
| -------------------------------------------------------- | ---------------------------- | --------------------------------- |
| سبقه حنانيشو الأول [الإنجليزية] (686–698) شاعر (698–714) | بطريق كنيسة المشرق (714–728) | تبعه بثيون [الإنجليزية] (731–740) |